# Монголия на зимних Олимпийских играх 2022
Монголия принял участие на зимних Олимпийских играх 2022 года в Пекине, Китай, с 4 по 20 февраля 2022 года.
Батмонхийн Ачбадрах и Ариунсанаагийн Энхтуул были знаменосцами страны во время церемонии открытия. Между тем Ачбадрах также был знаменосцем на церемонии закрытия.

## Участники
Ниже приведён список участников, участвующих в Олимпийских Играх.
| Спорт        | Мужчины | Женщины | Всего |
| ------------ | ------- | ------- | ----- |
| Лыжные гонки | 1       | 1       | 1     |
| Всего        | 1       | 1       | 2     |

## Лыжные гонки
Выполнив базовые квалификационные стандарты, Монголия квалифицировала одного мужчину и одну женщину-лыжника по лыжным горкам.

### Дистанция
| Спортсмен              | Событие                          | Финал   | Финал      | Финал |
| Спортсмен              | Событие                          | Время   | Отставание | Место |
| ---------------------- | -------------------------------- | ------- | ---------- | ----- |
| Батменхийн Ачбадрах    | Мужской классический стиль 15 км | 43:29.9 | +5:35.1    | 65    |
| Ариунсанаагийн Энхтуул | Женский классический стиль 15 км | 37:02.5 | +8:56.2    | 85    |

### Спринт
| Спортсмен              | Событие        | Квалификация | Квалификация | Четвертьфинал  | Четвертьфинал  | Полуфинал      | Полуфинал      | Финал          | Финал          |
| Спортсмен              | Событие        | Время        | Место        | Время          | Место          | Время          | Место          | Время          | Место          |
| ---------------------- | -------------- | ------------ | ------------ | -------------- | -------------- | -------------- | -------------- | -------------- | -------------- |
| Батмонхийн Ачбадрах    | Мужской спринт | 3:11.60      | 77           | Не продвинулся | Не продвинулся | Не продвинулся | Не продвинулся | Не продвинулся | Не продвинулся |
| Ариунсанаагийн Энхтуул | Женский спринт | 3:58.25      | 79           | Не продвинулся | Не продвинулся | Не продвинулся | Не продвинулся | Не продвинулся | Не продвинулся |